# 비나리는 선창가
"비나리는 선창가"는 1970년 공개된 대한민국의 영화이다.

## 배역
- 장동휘
- 윤정희
- 김희라